# Ministère des Peuples indigènes
Le ministère des Peuples indigènes ou MinPI (Ministerio del Poder Popular para los Pueblos Indígenas, en espagnol, littéralement, « ministère du Pouvoir populaire pour les Peuples indigènes ») est un ministère du gouvernement du Venezuela créé le 7 janvier 2007 par le président Hugo Chávez. Depuis sa création en 2007, le portefeuille a toujours été détenu par des femmes. Sa titulaire actuelle est Clara Vidal depuis le 9 février 2022.

## Historique et liste des ministres des Peuples indigènes

### Historique
Le ministère est créé le 7 janvier 2007 par le président Hugo Chávez.
La première ministre titulaire du portefeuille est l'activiste indigène de longue date, Nicia Maldonado. Elle est remplacée le 13 octobre 2012 par la jeune indigène d'ethnie wayuu âgée à sa nomination de vingt-sept ans Aloha Núñez[réf. souhaitée]. Lui a succédé Clara Vidal le 4 septembre 2015 alors que sa prédécesseur se présente aux élections législatives de décembre 2015. Le portefeuille est détenu par Yamilet Mirabal de Chirino entre septembre 2020 et août 2021, quand elle est désignée candidate pour le poste de mairesse de la municipalité d'Atures dans l'État d'Amazonas. Le 20 août 2021, le poste est attribué à Roside González puis en février 2022 à Clara Vidal.

### Liste des ministres
| Image       | Nom                        | Parti | Début                    | Fin                |
| ----------- | -------------------------- | ----- | ------------------------ | ------------------ |
| Clara Vidal | Clara Vidal                | PSUV  | 10 janvier 2025          |                    |
| Clara Vidal | Clara Vidal                | PSUV  | Depuis le 9 février 2022 | 27 août 2024       |
|             | Roside González            |       | 19 août 2021             | 8 février 2022     |
|             | Yamilet Mirabal de Chirino |       | 4 septembre 2020         | août 2021          |
|             | Aloha Núñez                | PSUV  | 4 janvier 2018           | 4 septembre 2020 ? |
|             | Yamilet Mirabal de Chirino |       | 15 juin 2017             | 4 janvier 2018 ?   |
|             | Aloha Núñez                | PSUV  | 1er octobre 2016         | 15 juin 2017       |
|             | Clara Vidal                |       | 4 septembre 2015         | 1er octobre 2016 ? |
|             | Aloha Núñez                | PSUV  | 13 octobre 2012          | 3 septembre 2015   |
|             | Nicia Maldonado            | PSUV  | 7 janvier 2007           | 12 octobre 2012    |